# Bodilus kermanschahensis
Bodilus kermanschahensis är en skalbaggsart som beskrevs av Rudolph Petrovitz 1959. Bodilus kermanschahensis ingår i släktet Bodilus och familjen Aphodiidae. Inga underarter finns listade.